# Topology (périodique)
Pour les articles homonymes, voir topologie.
Topology était une revue scientifique de mathématiques à comité de lecture traitant de topologie et de géométrie. Elle fut publiée à partir de 1962 par Elsevier, jusqu’en 2009.

## Remplacement de la revue parJournal of Topology
En août 2006, après des mois de vaines négociations avec l’éditeur sur le tarif d’abonnement des bibliothèques à la revue, les membres du comité éditorial du journal ont tous notifié leur démission à partir du 31 décembre 2006,.
Deux numéros contenant des articles acceptés avant la démission du comité éditorial parurent cependant en 2007.
En janvier, l’ancien comité éditorial demanda à l’éditeur de supprimer les noms de ses membres du site web de la revue, mais Elsevier refusa en avançant que tous les papiers acceptés par ce comité n’avaient pas encore été publiés.
En 2007 l’ancien comité annonça la naissance de la revue Journal of Topology, éditée par Oxford University Press sous tutelle de la London Mathematical Society. Son premier numéro parut en janvier 2008.